# Купол Юпитера
Купол Юпитера (лат. и англ. Jovis Tholus) — потухший вулкан на Марсе, расположенный в области Фарсида. Координаты центра — 18°25′ с. ш. 117°25′ з. д. / 18,41° с. ш. 117,41° з. д. Диаметр структуры составляет 58,07 км. Высота ≈ 3 км.

## География и геология
Ударные кратеры, покрывающие вулканический марсианский рельеф, показывают, что вулкан не был активным уже очень долгое время. По некоторым оценкам, он образовался в нойской эре (около 3,7 млрд. лет назад), хотя точно установить его возраст трудно. В связи с большим возрастом этот вулкан частично погребён под слоями лавы, ранее вырывавшееся на поверхность структуры, этот факт позволил определить реальные размеры кальдеры и видимого конуса вулкана.
Форма этого вулкана несколько отличается от остальных в связи с тем, что кальдера наклонена в западном направлении.
На провинции Фарсида сконцентрировано большое количество потухших вулканов. Например потухший вулкан Олимп, высота которого составляет примерно 26,2 км, является одной из самых больших гор из известных в Солнечной системе.

## Галерея

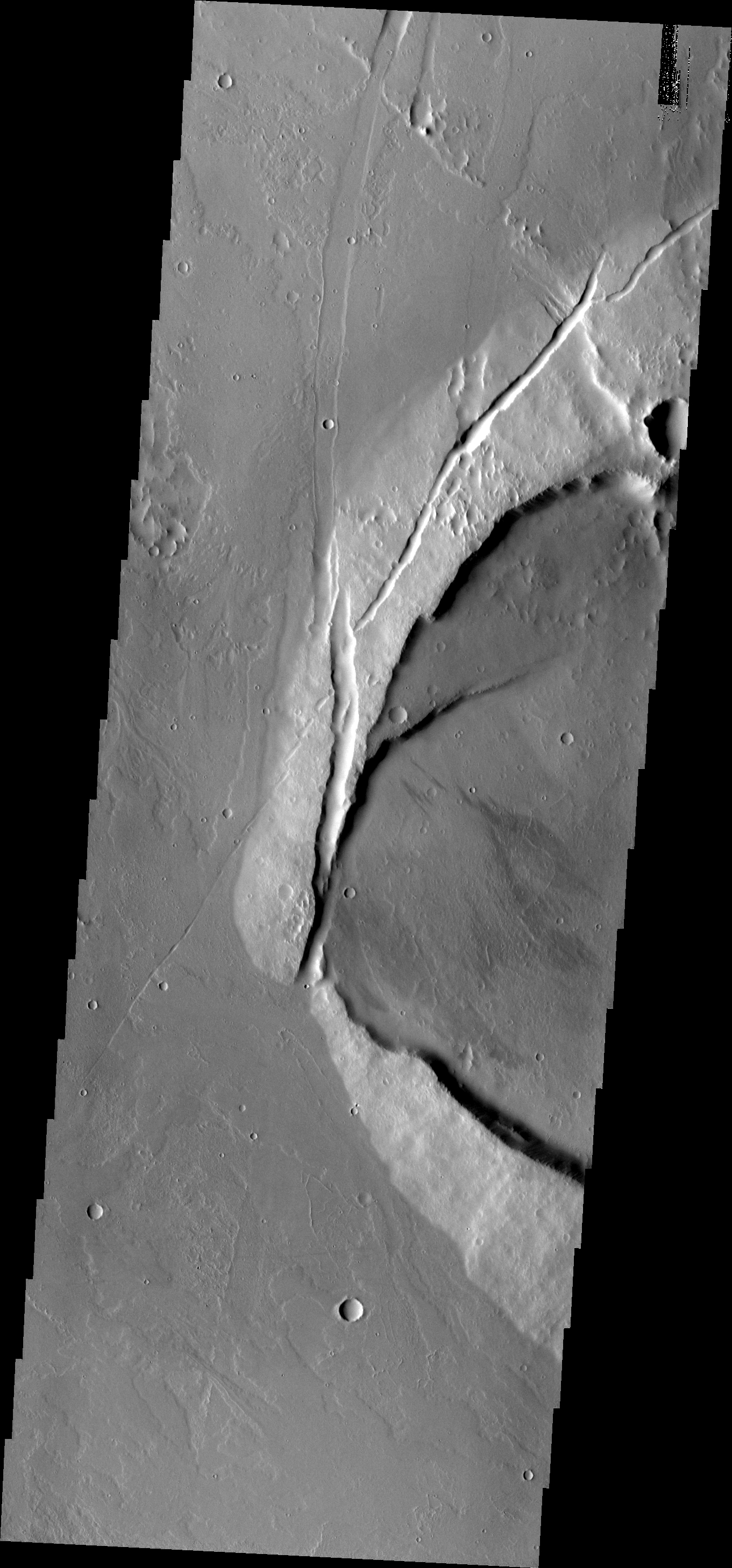
Западный край купола Юпитера, снимки орбитального аппарата «Марс Одиссей»
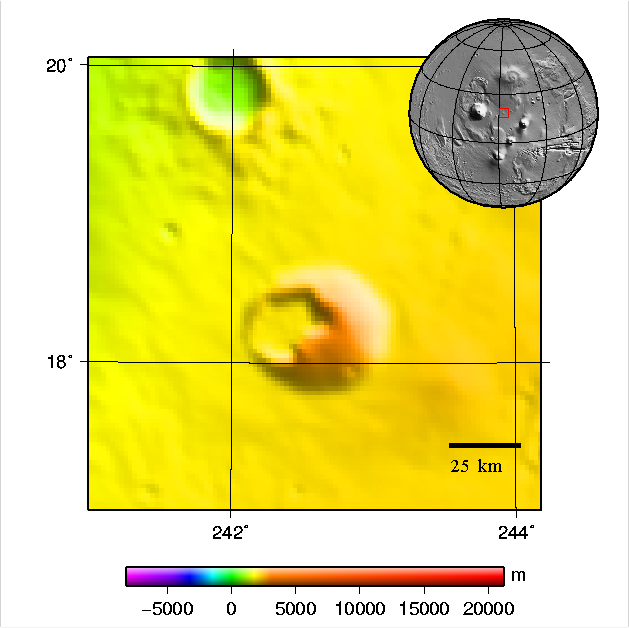
Топографическая карта купола Юпитера